# Jean-Michel Bellot
Jean-Michel Bellot (* 6. Dezember 1953 in Neuilly-sur-Seine) ist ein ehemaliger französischer Stabhochspringer.
Bei den Europameisterschaften 1971 in Helsinki schied er in der Qualifikation aus, und bei den Halleneuropameisterschaften 1972 in Grenoble gelang ihm kein gültiger Versuch.
1973 gewann er Bronze bei den Halleneuropameisterschaften in Rotterdam, und 1975 wurde er Neunter bei den Halleneuropameisterschaften in Katowice.
Bei den Olympischen Spielen 1976 in Montreal kam er auf den siebten Platz.
1977 blieb er bei den Halleneuropameisterschaften in San Sebastián ohne gültigen Versuch, und 1979 holte er Silber bei den Mittelmeerspielen. Bei den Olympischen Spielen 1980 in Moskau wurde er Fünfter.
1981 gewann er Bronze bei den Halleneuropameisterschaften in Grenoble. Einem Sieg beim Europacup in Zabreb folgte ein zweiter Platz beim Weltcup in Rom.
Im Jahr darauf wurde er Sechster bei den Halleneuropameisterschaften 1982 in Mailand und schied bei den Europameisterschaften in Athen in der Qualifikation aus.
Zweimal wurde er Französischer Meister (1973, 1981) und viermal Französischer Hallenmeister (1972, 1975–1977).

## Persönliche Bestleistungen
- Stabhochsprung: 5,75 m, 25. September 1981, Colombes
  - Halle: 5,65 m, 22. Februar 1981, Grenoble